# Australian Light Horse

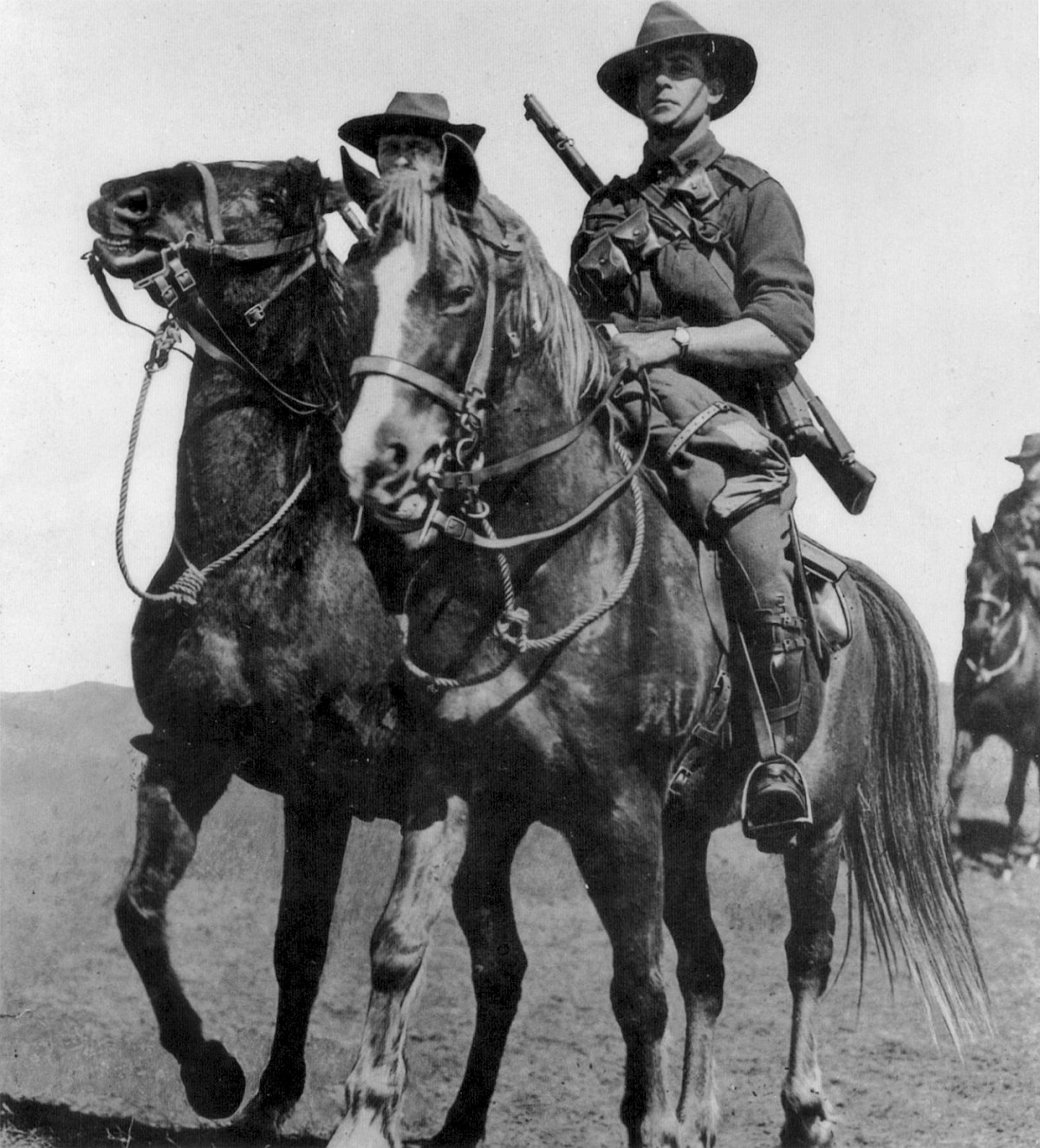
Des Light Horse en novembre 1914 avant leur départ d'Australie

L'Australian Light Horse était des troupes montées ayant les compétences d'une cavalerie classique mais également de l'infanterie montée. Ils ont servi durant la seconde guerre des Boers et la Première Guerre mondiale. Ils se sont illustrés pour avoir mené à bien une charge lors de la bataille de Beer-Sheva.